# 小行星7158
小行星7158（英語：7158 IRTF）是一颗围绕太阳公转的小行星。1981年3月1日，舒爾特·巴斯在赛丁泉山发现了此天体。
这颗小行星的绝对星等为158.6486115498036等。